# Hanns Bisegger

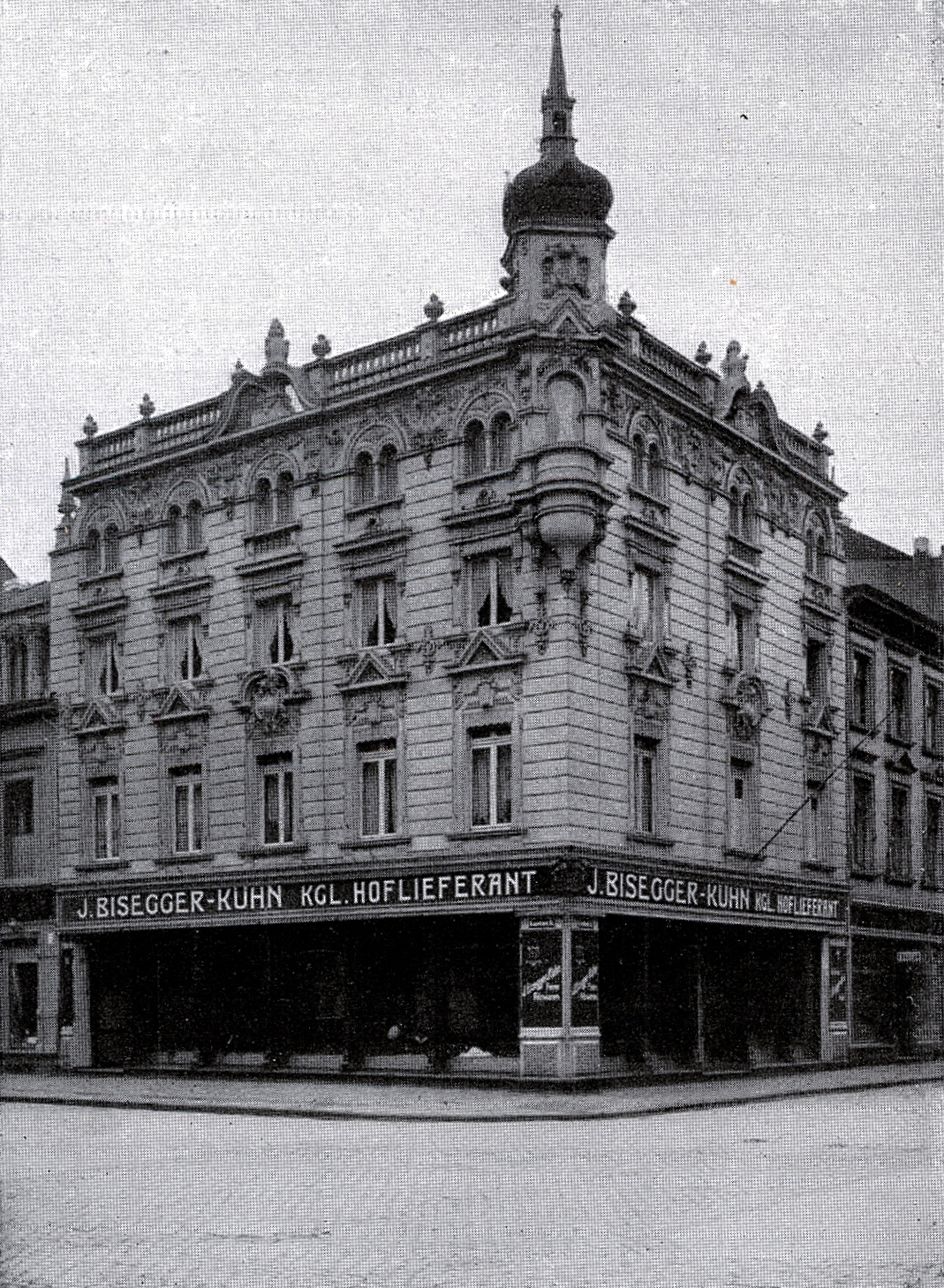
Geschäftshaus und Pelzgeschäft J. Bisegger-Kühn, Düsseldorf (vor 1909)

Hanns Bisegger (* 13. Juni 1905 in Düsseldorf; † 27. Januar 1985 in Bielefeld), eigentlicher Vorname Johannes, war Sohn des Kürschnermeisters Arnold Bisegger (* 18. Januar 1874 in Düsseldorf; † 13. November 1936), des Inhabers des seinerzeit bedeutendsten Fachgeschäfts für Pelzmode in Düsseldorf (seit 1868). Hanns Bisegger begründete die Firma Jobis, eines der führenden Unternehmen Deutschlands für hochwertige Damenkonfektion.
In der rheinischen Familie Bisegger gab es zudem weitere Kürschner mit bedeutenden Unternehmen der Pelzbranche.

## Unternehmensgeschichte

### Pelzhandlung Bisegger, Bisegger-Kühn, Düsseldorf
Im Düsseldorfer Adressbuch des Jahres 1870 ist die Pelzhandlung Bisegger im Zentrum der Düsseldorfer Altstadt auf der Flingerstraße 21 verzeichnet. Nachdem der erste Inhaber, Johannes Bisegger (* 12. Februar 1841 in St. Gallen; ↑ 15. November 1904) verstorben war, war 1890 unweit davon, auf der Casernenstraße 11, seine Witwe Josefine Wilhelmine geb. Kühn (* 18. November 1841 in Aachen; † 12. Oktober 1905) im Adressbuch als neue Inhaberin eingetragen. In der Düsseldorfer Theater Rundschau von 1913 empfahl sich der Hoflieferant Bisegger-Kühn, gegründet 1868, weiterhin auf der Kasernenstraße 11, Ecke Grabenstraße mit dem Angebot feiner Pelzwaren, von Schirmen und Stöcken, sowie der Aufbewahrung von Pelzwaren. Auch 1928 ist er auf der Kasernenstraße eingetragen.
Der früh verstorbene Adolf Bisegger in Düsseldorf fand 1924 in der Branche Erwähnung, als er auf dem Rheinisch-Westfälischen Kürschnertag erfolgreich für eine Studienreise deutscher Pelzbranchenangehöriger in die USA warb (die gewünschten Zuschüsse wurden bewilligt). Bis zur Gleichschaltung im Jahr 1933 führte er neben Adolf Doll und Gustav Henke den Reichsbund der Kürschner- und Mützenmacher Deutschlands. Für die Leipziger Neuheiten-Ausstellung der Kürschner leitete er den Prüfungsausschuss der dafür auszuwählenden Pelze. Sein Sohn war Hanns Bisegger, der Gründer der Firma Jobis.
Im Jahr 1957 ist Bisegger-Kühn noch im Fachadressbuch der Pelzbranche aufgeführt. Wie in Berlin neben dem Hotel Adlon, befand sich das Ladenlokal hier neben einem der renommiertesten Hotels der Stadt, dem Breidenbacher Hof, auf der Alleestraße 38, der heutigen Heinrich-Heine-Allee.

### Bisegger Pelze, Berlin

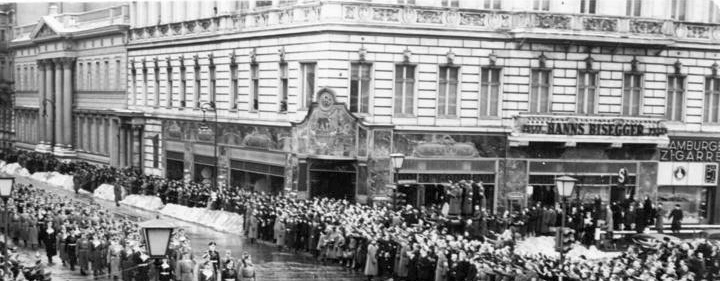
Hanns Bisegger, Berlin, Unter den Linden (1942)

Der Sohn Johannes (Hanns) Bisegger besuchte das humanistische Gymnasium in Düsseldorf, um dann an den Universitäten Leipzig und München, Paris und Montpellier Jura zu studieren.
Johannes Bisegger wollte eigentlich Diplomat werden, er übernahm später das Amt eines Konsuls. Auf Drängen seines Vaters erlernte er jedoch die Kürschnerei und trat in das elterliche Pelzgeschäft ein. 1928 legte er nach der Ausbildung im Pelz- und Textilhandel die Gesellenprüfung und 1930/31 die Meisterprüfung im Kürschnerhandwerk ab. Nach der Betätigung als Einkaufs- und Abteilungsleiter im In- und Ausland, in Berlin in den Häusern Kersten und Tuteur und mehrjähriger Tätigkeit bei C. A. Herpich Söhne, eröffnete er 1938 in Berlin den Pelzsalon der Wiener Firma Peniczek & Rainer auf der Straße Unter den Linden 75, neben dem Hotel Adlon sowie ein eigenes Engros-Geschäft. Als die Berliner Filiale der hochangesehenen Firma „in andere Hände übergehen sollte, kam er einzig in Betracht. Nur er war befähigt, dem repräsentativen Pelzgeschäft der Reichshauptstadt in dem bisherigen Rahmen vorzustehen.“ Was der jüdische Branchenkollege Philipp Manes mit „in andere Hände übergehen“ vorsichtig umschrieb, war die Enteignung und Arisierung des Betriebs mit bis dahin jüdischstämmigen Inhabern.
Im Eckhaus der Kommandantenstraße in Berlin-Mitte gründeten Hanns Bisegger und seine Ehefrau im Jahr 1936 ihre eigene Firma. In den ersten Jahren gab es noch keine Warenbeschränkungen, „er konnte noch frei kaufen und Material wählen, wie es seinem feinen Geschmack zusagte, dem das Beste gerade gut genug schien“. Er verstand es von Anfang an, dem Unternehmen eine sich von anderen Pelzgeschäften abhebende eigene Note zu geben, und zwar „durch die erlesene Form und Qualität seiner Erzeugnisse. So gestaltete sich jedes Stück, das aus seinen Händen hervorging, zu einem wirklichen Modell, das einmalig war. […] Hanns Bisegger brachte die Eignung mit, an erster Stelle zu stehen, nicht nur besaß er die fachlichen Qualitäten, auch seine ganze Persönlichkeit, die Würde und ernste Zurückhaltung seines Wesens machten ihn für den Posten als Führer der Branche gleichsam vorherbestimmt.“ Bereits ein Jahr darauf, 1937, exportierte die Firma „sehr bedeutend“.
In Berlin eröffnete Hanns Bisegger zwei große Pelzsalons, den zweiten 1940 am Kurfürstendamm 230. Dort hatte er sein exklusives Geschäft in einem Neubau, das den schönen Laden von Edelpelze Berger an „Raumkunst noch weit übertroffen“ hat. Philipp Manes schrieb, unmittelbar bevor er als Jude in das Konzentrationslager Theresienstadt verschleppt und kurz vor Kriegsende im Konzentrationslager Auschwitz ermordet wurde:

„Endlich haben wir das »Pelzpalais«, das sich unsere Branche seit Jahren gewünscht.
Mit auserlesenem Geschmack eingerichtet, sehr ruhig und vornehm, gedämpfte Farben des Teppichs, der Vorhänge und der Sessel, der Wände. Alles unaufdringlich, zweckmäßig, doch in jedem kleinsten Gerät erkennt man die Hand des Künstlers, der hier seinen eigenen Stil dokumentieren konnte.
Und das ist während des Krieges im Winter 1940/41 geschaffen worden. Hier ist die junge Generation am Werk, die aus eigenem Können heraus mutig sich an das Grösste heranwagt. Und gar mancher Kürschner in der Provinz kann sich ein Beispiel an der Bisegger’schen Einrichtung nehmen, wie man einen schönen Verkaufsraum auch mit eigenen Mitteln – Material und Form richtig angewandt – schaffen kann.“

### JOBIS

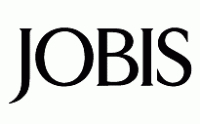
JOBIS-Firmenlogo

1946, nach Ende des Krieges und nach Verlust der Berliner Pelzunternehmen ging Hanns Bisegger nach Nordrhein/Westfalen und errichtete in Bielefeld eine neue Firma, aus der die Firma JOBIS („JO“hannes „BIS“egger) hervorging. 1957 gehörte die Firma zu den führenden Unternehmen der Branche und beschäftigte etwa 1000 Arbeitnehmer. Das Berliner Geschäftslokal befand sich jetzt auf dem Kurfürstendamm 36, wo auch während den „Berliner Durchreisen“ die Jobis-Kollektionen vorgeführt wurden. Johannes Bisegger war Mitbegründer der Düsseldorfer Modemesse Igedo. Das Unternehmen Jobis fertigte Damenkostüme, -Wollmäntel und -Popelinemäntel. Im April 1953 nahm er auch das Berliner Pelzunternehmen wieder auf, jetzt mit Hauptsitz in Bielefeld und Niederlassungen in Berlin, Frankfurt und Düsseldorf.
Die Textilkollektion der Marke Jobis verkörperte einen klassischen Modestil im besonders hochwertigen Genre. Bereits in den 1950er Jahren führte man anspruchsvolle Kostüme, in den 1980er Jahren kamen Blazer und Kleinkonfektion, wie Röcke, Blusen, Hosen und Strick hinzu.
Im Jahr 2008 wurde das nicht mehr florierende Modelabel der JOBIS Bekleidungsindustrie GmbH & Co KG von der Bielefelder Seidensticker Gruppe an die Düsseldorfer Damo GmbH verkauft, eine Tochter der niederländischen Spot AG. Im Rahmen einer Insolvenz sollte die Marke 2008 saniert werden, die 108 Bielefelder Mitarbeiter wurden entlassen. 2009 war das Tochterunternehmen Jobis jedoch bereits wieder geschlossen.

#### Die Lufthansa-Uniform
Im Jahr 1955 fertigte Jobis die erste Stewardessen-Uniform für die Lufthansa an. Das war der Beginn einer fast ununterbrochenen, über 50-jährigen Zusammenarbeit. In den 1970er Jahren entwickelte Jobis mit dem jungen Berliner Couturier Werner Machnik die Idee für die blaue Uniform. Das Uniform-Ensemble wurde für jede einzelne Stewardess als individuelle Maßkonfektion hergestellt. Im Stil der Zeit war die Uniform jetzt weniger streng als bisher. Zur Grundausstattung gehörten zwei komplett gleiche Sets in den Hausfarben der Lufthansa, in leuchtend gelb oder kräftigem warmen Blau. Diese neue Bordmode prägte etwa fünf Jahre lang das Gesicht der Fluglinie. 1974 erhielt auch das Bodenpersonal der Lufthansa ein einheitliches Outfit. 1978/1979 trugen die Damen dann erstmals einen Hosenanzug anstelle von Rock und Jacke, die verfügbare Grundausstattung einer Stewardess umfasste jetzt 33 Teile. 1986 bestand erstmals eine einheitliche Dienstbekleidung für alle damals rund 15.000 Mitarbeiter an Boden und an Bord. Allerdings erhielten die Lufthansa-Pilotinnen erst 1991 ein Outfit, das sich jetzt femininer von dem ihrer männlichen Kollegen unterschied.
1999 wurde für die Kollektion erneut eine Überarbeitung in Auftrag gegeben. Das neue Design wurde in einem Wettbewerb unter verschiedenen Anbietern ausgewählt: Im Jahr 2001 entschied man sich diesmal bei der Lufthansa für die Entwürfe und die Grundlinie der deutschen Modemarke Strenesse für die Damen sowie für die Herrenkollektion aus dem Hause Etzkorn.

## Stiftungen
Die beiden von Hanns Bisegger ins Leben gerufenen Stiftungen haben laut dem im Jahr 2020 abgerufenen Stiftungsverzeichnis der Bezirksregierung Detmold ihren Verwaltungssitz in Bielefeld.

### Hanns-Bisegger-Stiftung (Johannes-Bisegger-Stiftung)
Johannes Bisegger setzte 1978 große Teile seines Vermögens für die Bielefelder Hanns-Bisegger-Stiftung ein. Stiftungszweck ist es, das Musikleben der Stadt Bielefeld zu fördern, unter anderem durch die „Durchführung musikalischer Wettbewerbe“. Wahrscheinlich reichen seine Förderungen des Bielefelder Musiklebens weiter zurück, bereits zu Biseggers 60. Geburtstag im Juni 1965 brachte ihm der dortige gemischte Chor „Die Leineweber“ ein Ständchen.
Der „Förderpreis der Hanns-Bisegger-Stiftung zur Förderung junger Bielefelder Musikerinnen und Musiker aus der Musik- und Kunstschule der Stadt Bielefeld“ (Hanns-Bisegger-Förderpreis) wurde erstmals im Jahr 2005 vergeben, das Jahr in dem Hanns Bisegger 100 Jahre alt geworden wäre und in dem sich sein Todesjahr zum 20. Mal jährte.
„Nach Angaben Wolfgang Goldbecks, Geschäftsführer der Stiftung, besteht das Stiftungsvermögen aus rund 6,8 Millionen Euro.Stand 2014 Seit 1985 wurde die gleiche Summe dem Stiftungszweck zur Verfügung gestellt. Regelmäßig werden im Jahr etwa 15 bis 20 Opern- und Operetteninszenierungen, Konzerte und andere musikalische Projekte gefördert. Ein wesentlicher Teil der jährlichen Fördermittel kommt dabei den Städtischen Bühnen und dem Philharmonischen Orchester zu Gute. Außerdem findet ein Wettbewerb für talentierte Musiker statt, der von der Stiftung mit 5000 Euro dotiert ist.“
Von Seiten der Bielefelder Philharmoniker hieß es 2019:

„1985 flossen große Teile seines Vermögens in diese Stiftung ein. Seither sind bis zur neuen Spielzeit bereits 92 Produktionen des Musiktheaters und 76 Konzerte der Philharmoniker von der Hanns-Bisegger-Stiftung gefördert worden; und zwar mit der stattlichen Summe von über fünf Millionen Euro. Nicht zuletzt aufgrund dieser Förderung konnte das Musiktheater in den vergangenen Jahren viele bislang unbekannte Werke von in Vergessenheit geratenen Komponisten aufführen, wodurch die Bielefelder Bühnen überregionale Bedeutung erlangten. Den Besucherinnen und Besuchern der Konzerte der Bielefelder Philharmoniker in der Rudolf-Oetker-Halle konnten hierdurch international renommierte Solisten präsentiert werden. In dieser Spielzeit fördert die Stiftung unser 4., 8. und 9. Symphoniekonzert und somit herausragende Solisten und Dirigenten: Martin Helmchen (Klavier), Bruno Delepelaire (Violoncello), Gábor Takács-Nagy (Dirigent). In der Saison 2018/19 ermöglichte die Hanns-Bisegger-Stiftung erstmals eine eigene Konzertreihe in der Rudolf-Oetker-Halle. So wird im Februar 2019 die Akademie für Alte Musik und im Mai 2019 das Ensemble Modern zu Gast im Großen Saal sein.“

Unweit des ehemaligen Firmensitzes in Bielefeld erinnert die Hanns-Bisegger-Straße noch an den Unternehmer und Stifter. Die Straßenbenennung regte der Textilfabrikant Gerd Seidensticker an, mit einem schriftlichen Vorschlag vom Oktober 1987 an den Oberbürgermeister. Am 13. Juni 1991 erfolgte dann die Umbenennung, entsprechend dem Stiftungsnamen, ohne die korrekte Namensschreibung Johannes.

### Internationales Studentenhaus Innsbruck
Hanns Bisegger hinterließ dem Internationalen Studentenhaus Innsbruck bei seinem Tod im Jahr 1985 in einer testamentarischen Schenkung mehrere Immobilien: acht Garçonnièren in der Rechengasse 3, sieben Garçonnièren in der Hormayrstraße 12 und acht Autoabstellplätze. Diese Immobilien wurden in das Konzept der Weiterentwicklung des Studentenhauses integriert. Der Stiftungszweck ist laut des Stiftungsverzeichnisses der Stadt Detmold die „Förderung des Arbeitsbereichs »Industrie und Handel« der Universität Innsbruck“. Von der Universität Innsbruck wurde „Consul a. h. Johannes H. Bisegger“ zum Senator h. c. ernannt.

## Ehrungen
Außer seiner Auszeichnung durch die Universität Innsbruck als Senator h. c. war Hanns Bisegger, wie die Familiengrabstätte in Düsseldorf ausweist, Träger des großen Adlerordens.

## Verwandte Bisegger-Kürschner

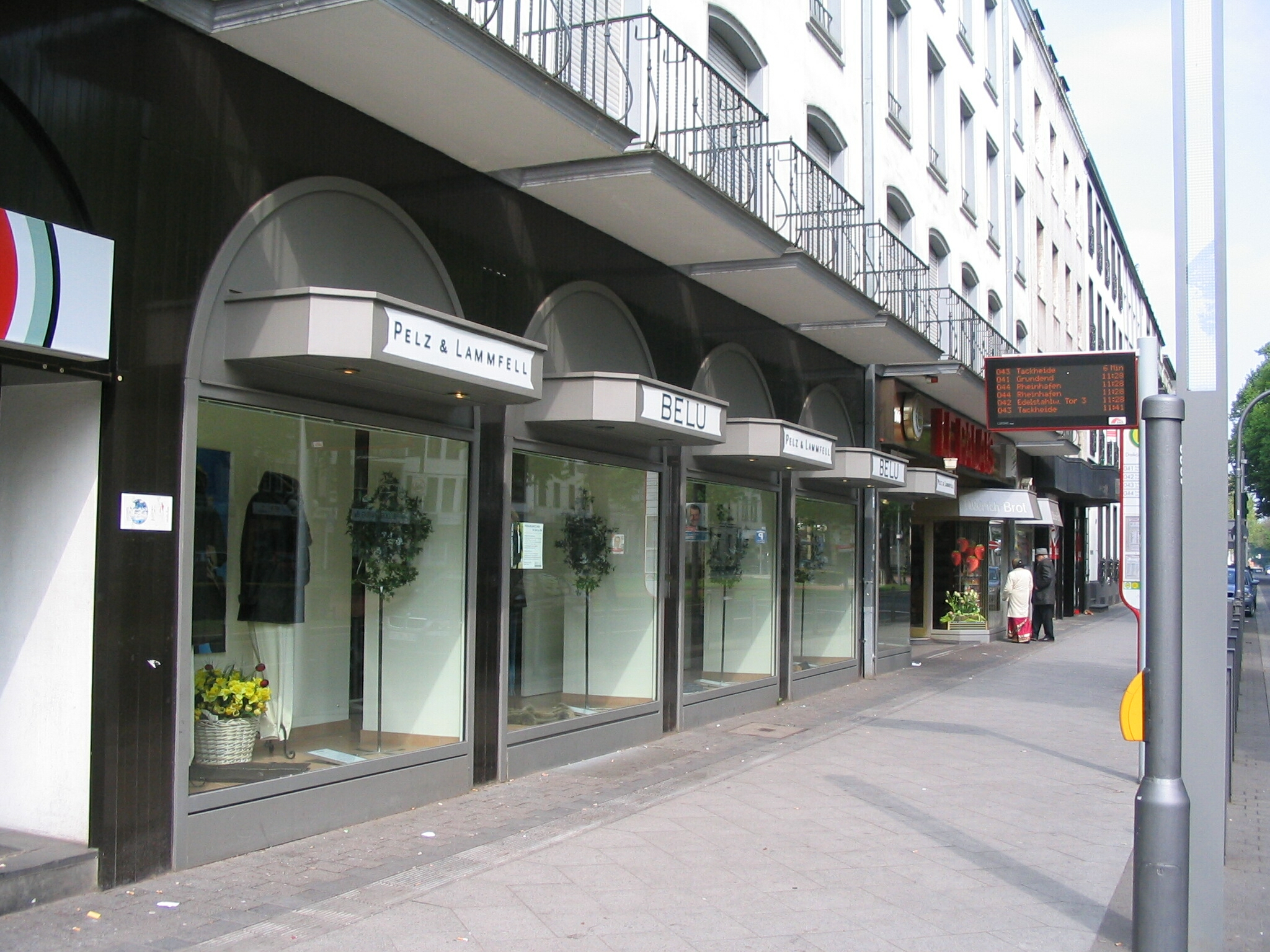
BELU-Pelze, bis 2006 Pelzmoden Bisegger (2010)

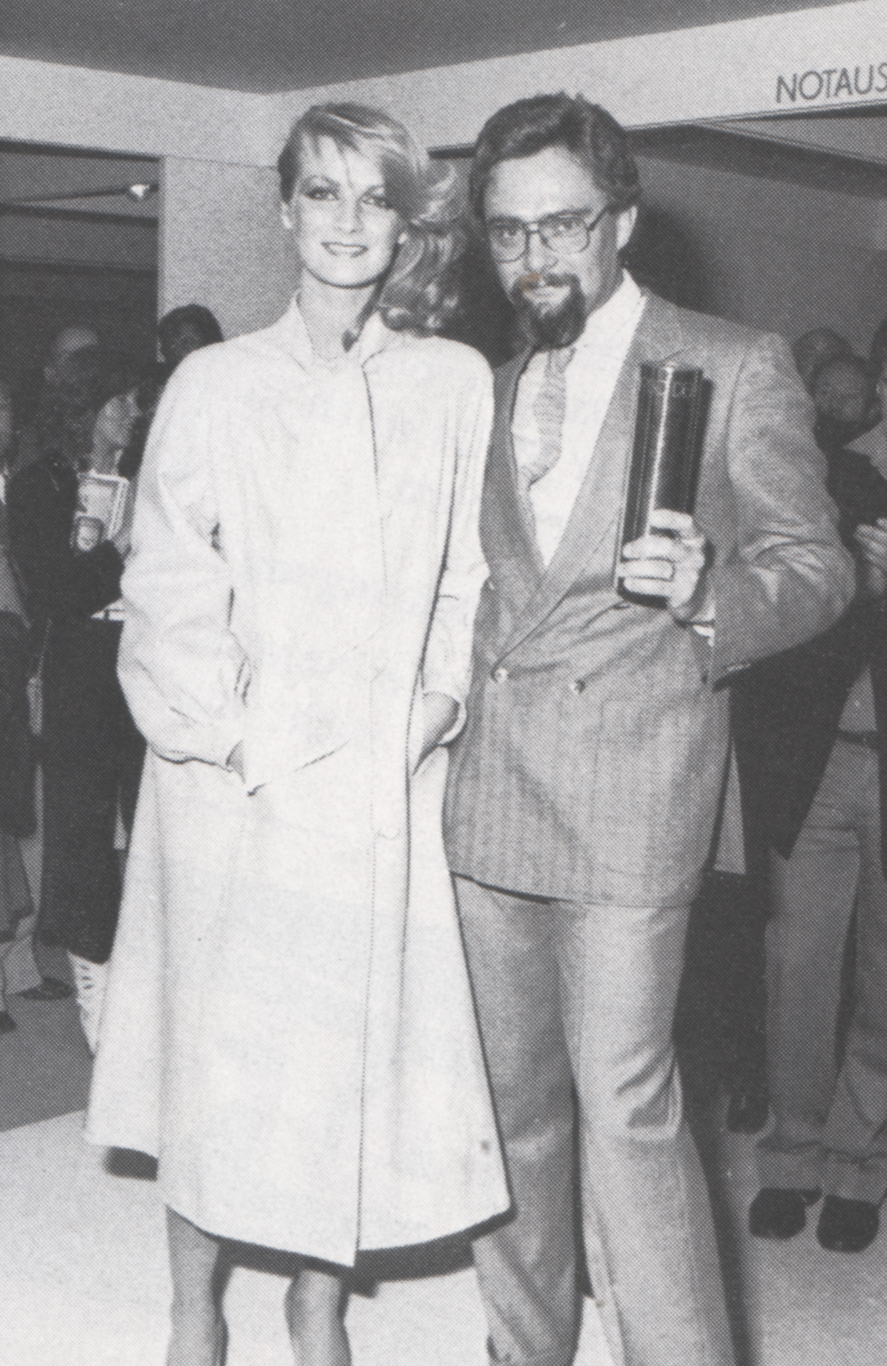
Peter Bisegger, mit Mannequin, empfängt eine Auszeichnung für herausragende modische Leistung im Jahr 1980

### Krefeld
Das Mitgliederverzeichnis des Reichsbundes der deutschen Kürschner von 1928 führt neben J. Bisegger-Kühn in Düsseldorf bereits in Krefeld die Firma Aug. Wagner, Nachf. Carl Bisegger auf der Königstraße 147 auf.
Zweiundzwanzig Jahre später, im Jahr 1950, nennt das Pelzfachverzeichnis in Krefeld zwanzig Kürschner. Das jetzt als Pelzmoden Bisegger firmierende Pelzgeschäft wurde von Ernst Günther Bisegger geführt. Es befand sich auf der Geschäftsstraße Ostwall 100–104, im Jahr 1957 als Bisegger E. G. auch auf der Rheinstraße 89. Peter(-Michael) Bisegger führte später auf dem Ostwall die Familientradition des Pelzeinzelhandels mit angeschlossener Kürschnerei weiter.
Im Jahr 2006 übergab Peter Bisegger, zuletzt als Bisegger Pelz & Mode werbend, den Betrieb an seine Mitarbeiter Kürschnermeister Klaus Berner und Klaus Bungter. Bei seiner endgültigen Schließung firmierte das Unternehmen unter dem Namen BELU (aus „BE“rner und „LU“bert, einem Kölner Pelzkonfektionär). Nach 62 Jahren eines Pelzgeschäfts an gleicher Stelle, vier Jahre nachdem das Ladenlokal renoviert worden war, beendete die Firma BELU um Ende 2010 ihre Geschäftstätigkeit. Sie warb zu der Zeit damit, das größte Fachgeschäft für Pelz und Leder am Niederrhein zu sein.